# رأس مقطوعة (رواية)
رأس مقطوع (بالإنجليزية: A Severed Head )‏ هي رواية ساخرة للكاتبة البريطانية آيريس مردوك، نُشرت عام 1961م، لأول مرة عن دار نشر تشاتو آند ويندوس.